# イウソン・ペレイラ・ディアス・ジュニオール
イウシーニョ (Ilsinho) こと、イウソン・ペレイラ・ディアス・ジュニオール（Ilson Pereira Dias Junior, 1985年10月12日 - ）は、ブラジル・サンパウロ州サンベルナルド・ド・カンポ出身の元サッカー選手。

## 経歴
2006年途中、レアル・マドリードに移籍したシシーニョの後釜としてサンパウロFCに移籍。右サイドバックとしての活躍を認められ、2007年3月にブラジル代表に初選出された。
2007年夏にウクライナのFCシャフタール・ドネツクに移籍。
オフェンス能力をより生かすため、FCシャフタール・ドネツクでは右サイドハーフで起用されることが多かった。
2016年2月24日、フィラデルフィア・ユニオンに移籍した。
2022年3月、現役引退を発表。

## タイトル

### クラブ
サンパウロFC
- カンピオナート・ブラジレイロ・セリエA : 2006

FCシャフタール・ドネツク
- ウクライナ・プレミアリーグ : 2007-08, 2009-10, 2011-12, 2012-13, 2013-14
- ウクライナ・カップ : 2007-08, 2011-12, 2012-13
- ウクライナスーパーカップ : 2008, 2012, 2014
- UEFAカップ : 2008-09